# ميغيل كيويستا
ميغيل كيويستا (بالإسبانية: Miguel Cuesta)‏ هو مغني إسباني، ولد في 16 مارس 1991 في مدريد في إسبانيا.

## وصلات خارجية
- الموقع الرسمي